# Framingham
Framingham är en kommun i östra Massachusetts, Middlesex County, USA. Dess historia kan spåras till 1647, då John Stone slog sig ner på den västra stranden av Sudburyfloden. Enligt folkräkningen från 2010 bor 68 318 personer på orten. 

## Kommunens utseende
Kommunen är delad i två delar, eftersom Route 9, som går i öst-västlig riktning, passerar rakt igenom.

## Utbildning
Sudbury Valley School är en långt driven anti-auktoritär skola, grundad 1968.